# Terence Tao
Terence Chi-Shen Tao (Adelaide, 17 de julho de 1975) é um matemático australo-americano de origem chinesa.

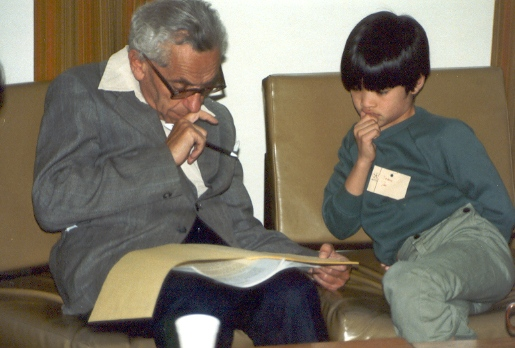
Paul Erdős e Terence Tao (1985)

Trabalha principalmente nos domínios da análise harmónica, equações diferenciais parciais, análise combinatória, teoria dos números e teoria das representações. De 1992 a 1996, Tao fez o seu doutoramento na Universidade de Princeton sob orientação de Elias Stein. Tao é atualmente professor de matemática na Universidade da Califórnia em Los Angeles (UCLA).
Recebeu em agosto de 2006 a Medalha Fields, pela sua contribuição para o desenvolvimento da matemática, sendo a primeira pessoa da Universidade da Califórnia em Los Angeles (UCLA) a recebê-lo. Foi eleito membro da Royal Society em 2007.
Em fevereiro de 2013 foi considerado, pela consultora na área do ensino Super Scholar, uma das dez mentes mais brilhantes do mundo, tendo-lhe sido atribuído um QI de 230 a 250. 

## Infância
Uma criança prodígio, Tao exibiu habilidades matemáticas extraordinárias desde tenra idade, frequentando cursos de matemática de nível universitário aos 9 anos de idade. Ele é uma das três únicas crianças na história do programa de Estudo de Talentos Excepcionais da Johns Hopkins a ter alcançou uma pontuação de 700 ou mais na seção de matemática do SAT com apenas oito anos de idade; Tao marcou 760. Julian Stanley, Diretor do Estudo da Juventude Matematicamente Precoce, afirmou que Tao tinha a maior habilidade de raciocínio matemático que havia encontrado em anos de intensa pesquisa.
Tao foi o participante mais jovem até o momento na Olimpíada Internacional de Matemática, competindo pela primeira vez aos dez anos de idade; em 1986, 1987 e 1988, ele ganhou medalhas de bronze, prata e ouro, respectivamente. Tao continua sendo o mais jovem vencedor de cada uma das três medalhas da história das Olimpíadas, tendo conquistado a medalha de ouro aos 13 anos em 1988.